# Frauke Kuhlmann
Frauke Kuhlmann (* 27. November 1966 in Bad Segeberg) ist eine ehemalige deutsche Fußballspielerin.

## Karriere

### Vereine
Kuhlmann begann beim Schmalfelder SV mit dem Fußballspielen und wurde als Abwehrspielerin in der Regionalliga Nord eingesetzt. Am Saisonende 1989/90 qualifizierte sie sich mit ihrer Mannschaft für die seinerzeit zweigleisige Bundesliga, wobei die Spielklasse in der Gruppe Nord mit dem vierten Platz deutlich gehalten werden konnte. Nach dem Bundesliga-Abstieg 1992 verließ sie den Schmalfelder SV und wechselte zum VfB Rheine.
Später war sie noch für den TSV Siegen und bis zum Karriereende für den VfB Rheine aktiv.

### Nationalmannschaft
Kuhlmann bestritt 43 Länderspiele für die A-Nationalmannschaft. Sie debütierte als Nationalspielerin am 21. November 1984 in Waalwijk beim 1:1-Unentschieden im Testspiel gegen die Nationalmannschaft der Niederlande und bestritt ihren letzten Einsatz für den DFB am 5. September 1992 in Jaworzno beim 4:0-Sieg im Testspiel gegen die Nationalmannschaft Polens.
Sie nahm mit der Nationalmannschaft an der vom 28. Juni bis 2. Juli 1989 im eigenen Land ausgetragenen Europameisterschaft teil, die die Finalrunde mit dem Titelgewinn abschloss, wie auch die vom 10. bis 14. Juli 1991 in Dänemark ausgetragene Finalrunde.

## Erfolge
- Vierter der Weltmeisterschaft 1991
- Europameister 1989, 1991
- Schleswig-Holsteins Sportlerin des Jahres 1989, 1991[2]

## Sonstiges
Nach einer im Jahr 1992 erlittenen Knieverletzung musste sie ihre Spielerkarriere beenden.
Sie eröffnete später ein Sportgeschäft in Henstedt-Ulzburg, 15 km nördlich von Hamburg.